# Cercospora handelii
Cercospora handelii är en svampart som beskrevs av Bubák 1909. Cercospora handelii ingår i släktet Cercospora och familjen Mycosphaerellaceae.   Inga underarter finns listade i Catalogue of Life.